# Бурунди на Универсиадах
Бурунди принимает участие в Универсиадах начиная с летней Универсиады 1995 года в Фукуоке. На зимних Универсиадах спортивная делегация Бурунди не участвовала ни разу.
На настоящее время (после летней Универсиады 2021 и зимней Универсиады 2023) спортсмены Бурунди на всех Универсиадах медалей не завоевали.